# Tatjana Dontschewa
Tatjana Dontschewa Totewa, bekannt als Tatjana Dontschewa (bulgarisch Татяна Дончева Тотева, englisch Tatyana Doncheva Toteva; * 28. Januar 1960 in Trjawna, Bulgarien) ist eine bulgarische Juristin und Politikerin. Sie war zunächst Mitglied der postkommunistischen Bulgarischen Sozialistischen Partei, später parteilos und seit der Gründung der Mitte-links-Partei Bewegung 21 ihre Vorsitzende.

## Leben
Tatjana Dontschewa wurde in der im Balkangebirge liegenden, nordbulgarischen Stadt Trjawna 1960 geboren. Sie schloss dort das Mathematik Gymnasium und später Jura an der Universität „St.-Kliment-Ohridski“ ab. Bis 1991 arbeitete sie als Staatsanwältin in ihrer Heimatstadt, bevor sie in die Staatsanwaltschaft der bulgarischen Hauptstadt Sofia, die größte des Landes, wechselte. Dort weigerte sie sich, die Partei der bulgarischen Türken, die BRF, als politische Partei zu registrieren, da nach der bulgarischen Verfassung Parteien nur auf ethnischer und religiöser Basis nicht erlaubt sind. Einige halten dies für das Motiv für ihre Entlassung aus der Staatsanwaltschaft durch Iwan Tatartschew, der offizielle Grund war jedoch, dass sie wegen ihrer parteipolitischen Arbeit für die Bulgarische Sozialistische Partei als Staatsanwältin nicht unpolitisch war.
Bei den Bürgermeisterwahlen von Sofia im Jahr 2005 war Dontschewa Kandidatin der BSP, der bulgarischen Sozialdemokraten, der PDSD und der ZPB. Die Nachwahl verlor sie gegen Bojko Borissow mit 31,5 % der Stimmen und 30,1 % Wahlbeteiligung (102.804 Stimmen). Seit dieser Zeit gilt sie als eine der größten Kritiker von Borissow.
Tatjana Dontschewa war Abgeordnete zur bulgarischen Nationalversammlung der 38., 39., 40., 41. und 45. Legislaturperiode. Dabei war sie vom 24. August 2005 bis 25. Juli 2009 stellvertretende Vorsitzende der Fraktion der Koalition für Bulgarien und des Rechtsausschusses im Parlament, vom 5. April 2006 bis zum 25. Juni 2009 Vorsitzende des Ständigen Unterausschusses für die Kontrolle der Arbeit der Sicherheits- und Ordnungsdienste.
Am 21. April 2011 gründete Dontschewa die Partei Bewegung 21 als Abspaltung der BSP mit dem Motto „Änderung der europäischen Zukunft der aktiven Bürger Bulgariens, die die demokratischen Werte Freiheit, Gerechtigkeit und Solidarität teilen“. Die Bewegung selbst war zuvor eine Organisation junger Intellektueller in der BSP. Während des zweiten Kongresses der Bewegung 21 am 2. April 2016 wurde Dontschewa als Vorsitzende der Bewegung 21 wiedergewählt.
An der Präsidentschaftswahl 2016 trat sie als Kandidatin gemeinsam mit Mintscho Spassow an. Sie gewann mit 69.372 Stimmen nur 1,81 % und blieb an achter Stelle.
2021 nahm sie an den Parlamentswahlen als Teil des Bündnisses Steh auf! Mafia raus! teil, zog ins Parlament und wurde Vizepräsidentin der 45. Nationalversammlung.
Für die Parlamentswahl in Bulgarien im April 2023 schloss sie sich mit anderen mitte-Links Parteien ehemaliger BSP-Mitglieder ein Bündnis und gründete die Koalition Lewizata!.

## Persönliches
Dontschewa spricht Englisch und Russisch und spielt Geige.
Zu ihren Mandanten als Anwältin gehören große bulgarische Unternehmen (z. B. Multigroup), Versicherungen und Parteien.